# Mostowy Potok
Mostowy Potok – potok górski w Sudetach Środkowych, w Górach Bystrzyckich, w woj. dolnośląskim.
Górski potok o długości około 3,2 km, jest ciekiem III rzędu należącym do zlewiska Morza Północnego, lewy dopływ Dzikiej Orlicy.

## Położenie
W strefie źródliskowej potok składa się z kilku, krótkich strumieni ułożonych wachlarzowato, których Źródła położone są na wysokości około 790 m n.p.m., na północno-zachodnim zboczu wzniesienia Kłobuk w Górach Bystrzyckich, na północny wschód od miejscowości Lasówka. Potok w górnym biegu spływa płytką, szeroką, zalesioną doliną w kierunku południowo-zachodnim. Na wysokości ok. 760 m n.p.m. potok opuszcza zalesiony teren i na wysokości Mokrej Łąki wpływa na otwarty teren i płynie przez użytki rolne i górskie łąki w kierunku Lasówki, gdzie na poziomie 695 m n.p.m. uchodzi do Dzikiej Orlicy. Koryto potoku w dolnym biegu kamieniste z małymi progami skalnymi. Potok od źródła do ujścia płynie w kierunku południowo-zachodnim. Jest to potok górski zbierający wody z południowo-zachodniej części Gór Bystrzyckich. Potok nieuregulowany, o wartkim prądzie wody.

## Inne
Nad Mostowym potokiem występują mokre psiary bogate florystycznie rośnie tu m.in. sit sztywny (Juncus squarrosus), gnidosz rozesłany (Pedicularis sylvatica), turzyca pchla (Carex pulicaris).

## Ważniejsze dopływy
- dopływy potoku stanowi kilka małych strumieni bez nazwy.

## Miejscowości nad potokiem
- Lasówka[2]